# Marie-Louise-Adélaïde Boizot
Marie-Louise-Adélaïde Boizot, född 15 augusti 1744 i Paris, död där 1800, var en fransk gravör.
Hon var dotter till målaren Antoine Boizot och syster till skulptören Louis-Simon Boizot. Hon har graverat flera porträtt efter honom, bland annat av Marie Antoinette, Ludvig XVI och Josef II.